# 艾达 (多姆山省)
艾达（法語：Aydat，法語發音：[ɛda]）是法国多姆山省的一个市镇，属于克莱蒙费朗区。

## 地理
艾达（45°39'37"N, 2°58'23"E）面积50.22 平方千米，位于法国奥弗涅-罗讷-阿尔卑斯大区多姆山省，该省份为法国中南部省份，北起阿列省接壤，东临卢瓦尔省，南至上盧瓦爾省和康塔爾省，西接科雷兹省和克勒兹省。
与艾达接壤的市镇（或旧市镇、城区）包括：圣热内斯尚帕内勒、欧里耶尔、库尔诺勒、内布扎、圣内克泰尔、圣萨蒂南、索尔泽勒弗鲁瓦、勒韦尔内-圣玛格丽特。

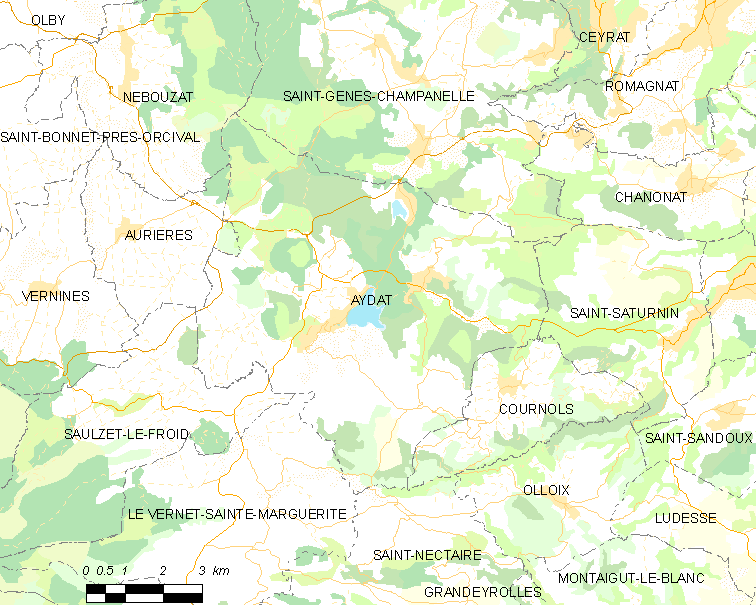
的OSM定位图

艾达的时区为UTC+01:00、UTC+02:00（夏令时）。

## 行政
艾达的邮政编码为63970，INSEE市镇编码为63026。

## 政治
艾达所属的省级选区为奥尔西讷县。

## 人口

1962-2008年间人口变化图示

艾达于2022年1月1日时的人口数量为2548人。